# Németalföldi festők listája
A németalföldi festők, 1830 előtti holland, flamand festők neve.
| Ábécé szerinti tartalomjegyzék                                                                           |
| --- |
| A, Á B C Cs D Dz Dzs E, É F G Gy H I, Í J K L Ly M N Ny O, Ó Ö, Ő P Q R S Sz T Ty U, Ú Ü, Ű V W X Y Z Zs |

## A
- Bernard Accama (1697–1756)
- Pieter Coecke van Aelst (1502-1550)
- Pieter Aertsen (1508–1575)
- Denijs van Alsloot (1570?–1627?)
- Hendrick Avercamp (1585–1634)

## B
- Albert Baertsoen (1866–1922)
- Ludolf Bakhuizen (1631–1708)
- Joachim Beuckelaer (1533 körül–1574 körül)
- Hieronymus Bosch (~1460–1518)
- Ambrosius Bosschaert (1573–1612)
- Dieric Bouts (1415 körül–1475)
- Salomon de Bray (1597–1664)
- Adriaen Brouwer (1606–1638)
- Pieter Bruegel (~1525–1569)
- Id. Jan Brueghel (1568–1625)
- Ifj. Jan Brueghel (1601–1678)
- Pieter Brueghel (1564–1638)

## C
- Joos van Cleve (1480/90–1540/41)
- Evert Collier (1640–1707)
- Jacob Cornelisz van Oostsanen (1470-1533)
- Michiel Coxcie (1499-1592) festő, gobelintervező, üvegfestő
- Aelbert Cuyp (1620–1691)

## D
- Gerard David (~1450–1523)
- Abraham van Diepenbeke (1596–1675)
- Karel Dujardin (1626–1678)

## E
- Cornelis Engebrechtsz (1468-1533)
- Jan van Eyck (1390–1441)

## F
- Carel Fabritius (1622–1654)
- Juan de Flandes (1460–1519)
- Jacob Franquart (1577–1651)
- Frans Floris (1517–1570)
- Pieter Fris (1627 vagy 1628–1706)

## G
- Hendrik Goltzius (1558-1617) festő és grafikus
- Hubert Goltzius (1526-1583) német származású németalföldi festő, grafikus, numizmatikus
- Jan Gossaert (Mabuse) (~1478–1532)
- Jan van Goyen (1596–1656)
- Giuseppe Grisoni (1699–1796), flamand/olasz
- Hugo van der Goes (1640-1682) flamand

## H
- Cornelis van Haarlem (1562-1638)
- Frans Hals (1580–1666)
- Maarten van Heemskerck (1498-1574)
- Pieter de Hooch (1629–1684)
- Jan van Huysum (1682–1749)
- Jan Davidsz. de Heem (1606-1684)

## I
- Adriaen Isenbrant (1490-1551) reneszánsz festő

## J
- Jacob Jordaens (1593–1678)

## L
- Gérard de Lairesse (1641–1711)
- Lucas van Leyden (1494-1533)
- Judith Leyster (1609–1660)
- Limbourg fivérek (15. század)

## M
- Nicolaes Maes (1634–1693)
- Jan Metsys (1509-1575)
- Quentin Massys (~1466–1530)
- Hans Memling (1430–1494)
- Martin van Meytens (1695–1770)
- Antonis Mor (1519-1577)

## N
- François-Joseph Navez (1787 – 1869)

## O
- Bernard van Orley (1491/92-1542)
- Adriaen van Ostade (1610–1685)
- Isaac van Ostade (1621–1649)
- Albert van Ouwater (1410/15-1475)

## P
- Paulus Potter (1625–1654), rézmetsző
- Pieter Pourbus (1523 körül–1584) festő, építész, térképész
- Frans Pourbus (1545–1581)
- Frans Pourbus (1569 körül–1622) portréfestő

## R
- Rembrandt (Rembrandt Harmenzsoon van Rijn) (1606–1669)
- Theodoor Rombouts (1597–1637)
- Peter Paul Rubens (1577–1640)

## S
- Roelant Savery (1576-1639)
- Geertgen tot Sint Jans (~1460– ~1490)
- Pieter Snayers (1592–~1666)
- Jan van Scorel (1495-1562)
- Bartholomeus Spranger (1546-1611)

## T
- Levina Teerlinc (1510?–1576)
- David Teniers (1582-1649)
- David Teniers (1610-1690)
- Theodoor van Thulden( 1606–1669)

## V
- Anthony van Dyck (1599–1641)
- Lucas van Valckenborch (1535–1597)
- Willem van de Velde (1611–1693)
- Willem van de Velde (1633–1707)
- Fernand Verhaegen (1883–1975)
- Johannes Vermeer (1632–1675)
- Jan Cornelisz Vermeyen (1500–1559)
- Cornelis de Vos (1584–1651)

## W
- Adriaen van der Werff (1659–1722)
- Rogier van der Weyden (1399–1464)
- Antoine Wiertz (1806–1865)
- Philips Wouwerman (1619–1668)